# Allan Francovich
Allan James Francovich (23 de març de 1941 - 17 d'abril de 1997) a ser un cineasta estatunidenc. És conegut sobretot per la creació d'una sèrie de pel·lícules crítiques amb l'Agència Central d'Intel·ligència (CIA), vinculant-les amb els atacs terroristes durant la Guerra Freda a Àfrica, Amèrica del Sud i Europa. El més notable d'ells és la sèrie Gladio (1992) sobre l'Operació Gladio que va aparèixer a Timewatch de BBC i The Maltese Double Cross – Lockerbie (1994) sobre el Vol 103 de Pan Am.

## Biografia
Francovich va néixer a Nova York, en una família d'enginyers jueus. El seu pare, Aldo Francovich, va treballar com a enginyer de mines per l'empresa Cerro de Pasco Mining al Perú; de petit va viure en pobles miners d'altitud i va ser testimoni de l'extrema pobresa dels miners. Va assistir a una escola preparatòria d'elit a Lima i després va arribar als Estats Units. per assistir a la Universitat de Notre Dame, on va completar un B.A. Va viure diversos anys a París, estudiant freelance a la Sorbona abans de venir a Berkeley. Allà va acabar un M.A. en Arts Dramàtiques a la UC, Berkeley; també va estudiar cinema breument a Stanford i va rebre una beca per estudiar cinema de l'American Film Institute el 1970. Ell i la traductora i escriptora Kathleen Weaver es van casar el 1970; els dos es van separar de manera amistosa i es van divorciar el 1986. Va col·laborar en les seves pel·lícules durant el temps del seu matrimoni.

## Atemptat a Lockerbie
Allan Francovich va produir, escriure i dirigir The Maltese Double Cross – Lockerbie, un documental que desafiava l'opinió oficial que Líbia era responsable del sabotatge del vol 103 de Pan Am. En canvi,  va argumentar que una mula de droga, amb vincles amb Hezbollah i amb la Drug Enforcement Administration (DEA) i la CIA, portava involuntàriament la bomba a bord de l'avió. El documental va ser finançat per Tiny Rowland.
Quan la seva productora britànica, Hemar Enterprises, va estrenar la pel·lícula el novembre de 1994, immediatament va ser amenaçada amb accions legals per part d'advocats que actuaven per a un funcionari del govern dels EUA (es creu que era Michael Hurley de la DEA). Es van impedir les projeccions de la pel·lícula al London Film Festival de 1994, a l'Institute of Contemporary Arts i a diverses universitats. Però el diputat laborista Tam Dalyell va ignorar les amenaces de difamació i va seguir endavant i va mostrar la pel·lícula a la Cambra dels Comuns del Regne Unit el 16 de novembre de 1994.
La Channel 4 television va decidir emetre la pel·lícula a Gran Bretanya l'11 de maig de 1995. Una portaveu va respondre als crítics de la decisió dient que "s'havia de mostrar a un públic més ampli".

### Carta aThe Guardian
L'endemà de l'emissió de Channel 4, The Guardian va publicar una carta de Francovich titulada "The Lockerbie smears":
| « | Els atacs de les autoritats del Regne Unit i dels EUA a la meva pel·lícula The Maltese Double Cross (pel·lícula de Lockerbie amb menyspreu del Regne Unit i dels EUA, 11 de maig) són exactament el que vam predir que passaria. L'objectiu és desprestigiar la gent de la pel·lícula per tal de desviar l'atenció de la massa d'evidències que recolzen les nostres afirmacions. La pel·lícula mostra com Lockerbie va ser ideat per Iran i Síria, no per Líbia, i que la bomba va pujar a l'avió a través d'una operació fallida de la intel·ligència estatunidenca basada en drogues i ostatges de l'Orient Mitjà. Els elements de la Intel·ligència occidental sabien què estava passant, però no van actuar. Les autoritats mai poden admetre això, ja que fer-ho faria que el Watergate sembli la festa del te d'un vicari. Les difamacions a què es fa referència fa anys que circulen i s'han utilitzat per atacar qualsevol persona que hagi suggerit que les agències governamentals dels EUA tenen les mans brutes en l'assumpte. L'última ronda d'atacs es va iniciar en una carta a Tam Dalyell MP per un Todd Leventhal, de l'Agència d'Informació dels EUA, que té el títol orwellià títol "Responsable del programa per a la lluita contra la desinformació i la contrainformació". És inquietant que la suposadament independent Oficina de la Corona escocesa opti per repetir les acusacions de Leventhal sense qüestionar-la. La declaració completa de l'Oficina de la Corona afirma que el Lord Advocat rebutja tots els intents de donar una versió de la història de Lockerbie mentre els procediments penals estan pendents. Continua: "El lloc adequat per explorar aquestes qüestions és en un tribunal penal". Aquest argument es va soscavar substancialment el 15 de novembre de 1991, només un dia després de la publicació de les acusacions contra els dos acusats libis. Aquell dia el Departament d'Estat dels EUA va emetre "fulls informatius" que detallaven les proves contra els dos acusats. La informació que contenien s'ha repetit en nombrosos reportatges dels mitjans de comunicació i almenys en dos llibres publicats al Regne Unit des d'aquell moment. Un dels informes dels mitjans va ser un tema sobre com les autoritats escoceses i estatunidenques van "resoldre" la cas Lockerbie, contingut en un programa "How Do They Do That?" de la BBC emès el 15 de febrer de 1994. Presentava l'antic Chief Constable de Dumfries i Galloway, John Boyd. Pel que sabem, ni l'Oficina de la Corona ni el Lord Advocate no van fer mai declaracions crítiques similars contra la BBC, John Boyd o cap de les altres emissores, diaris o editors de llibres que hagin recollit les proves. Les autoritats britàniques i estatunidenques insisteixen que el cas Lockerbie encara està obert. No obstant això, durant els mesos que el meu equip ha estat investigant el tema, aquestes autoritats no han fet cap aproximació per veure cap de les noves proves que hem reunit. És d'estranyar que els libis siguin reticents a ser jutjats a Escòcia o als EUA? | » |

A causa de la probabilitat d'accions legals, The Maltese Double Cross - Lockerbie mai s'ha projectat públicament als Estats Units. Tanmateix, es pot veure aquí a Internet, desplaçant-se cap avall fins a Allan Francovich - The Maltese Double Cross.

## Mort
Francovich va patir un atac de cor mortal en una zona de duanes de l'aeroport intercontinental George Bush a Houston, Texas, el 17 d'abril de 1997, mentre entrava als Estats Units des d'Anglaterra; tenia 56 anys.
Les seves pel·lícules i articles estan arxivats pel Pacific Film Archive, a Berkeley, Califòrnia.

## Recepció
John Pilger va descriure les pel·lícules de Francovich com a documentals polítics "extraordinàries", amb elogis particulars per "The Maltese Double Cross", que "va destruir la veritat oficial que Líbia era responsable". Lee Kreindler, el cap d'un equip legal per a les famílies de les víctimes estatunidenques de Pan Am 103, va al·legar que Francovich es va acostar a les famílies estatunidenques i es  tergiversar en no esmentar el finançament de Líbia del pel·lícula i dient que era amic de John Merritt, un periodista de The Observer que tenia el respecte de les famílies estatunidencs. Daniel Cohen, el pare de la víctima del Pan Am 103, Theodora Cohen, va dir que als seus ulls Francovich estava "completament desacreditat" ja que Francovich no esmentava el finançament de Líbia. Jim Swire, el cap d'un grup familiar britànic Pan Am 103, va donar suport a Francovich.

## Filmografia

### On Company Business(1976)
Documental sobre la CIA, amb ús exclusiu d'entrevistes amb empleats actuals i antics de la CIA com David Atlee Phillips i L. Fletcher Prouty. Va guanyar el Premi Internacional de la Crítica al Millor Documental al Festival Internacional de Cinema de Berlín. On Company Business es va completar amb fons de l'International Documentary Fund, administrat pel TV Lab a WNET.

### Gladio(1992)
En tres programes mostrats durant setmanes consecutives a la cadena Timewatch de la BBC2, produït per Kimi Zabihyan Observer Films, Allan Francovich va entrevistar a jugadors clau de Gladio com el cap de Propaganda Due, Licio Gelli, el neofeixista italià i terrorista Vincenzo Vinciguerra, el jutge venecià Felice Casson, el comandant general italià de Gladio Gerardo Serravale, el senador belga Roger Lallemand, el gendarme belga Martial Lekue i l'antic director de la CIA William Colby. També s'hi va incloure l'"enganyador" Oswald LeWinter.

### Pel·lícules seleccionades
- The Lobster Pot (1973). Dirigit per Allan Francovich.
- Chile in the Heart (1975). Dirigit per Allan Francovich.
- San Francisco Good Times (1977). Dirigida amb Gene Rosow.
- The Houses are Full of Smoke (1987). Produïda i dirigida per Allan Francovich. Nominada al Gran Premi del Jurat, Festival de Cinema de Sundance, 1988. OCLC 317357951.
  - Pt. 1: Guatemala.
  - Pt. 2: El Salvador.
  - Pt. 3: Nicaragua.
- On Company Business: Inside the CIA (1987). Escrita i dirigida per Allan Francovich. Produïda amb Howard Dratch. OCLC 997621250.
- Short Circuit (1985). Dirigit per Allan Francovich. Sobre l'assassinat de monges a El Salvador.
- Dark Passage (1990). Dirigit per Allan Francovich. Produïda per Kimi Zabinhyan per Observer Films.
- "Murder in Mississippi." A: Secret History (Dec. 12, 1991). [S01E05].
- The Maltese Double Cross – Lockerbie (1994). Escrit i dirigit per Allan Francovich. online
  - Premi al millor documental, Festival Internacional de Cinema d'Edimburg, 1995.

## Literatura
- John Douglas-Gray in his thriller, The Novak Legacy. ISBN 978-0755213214.

### Vídeo
- Operation Gladio (1992) - Mira el documental complet en línia a Internet Archive.
- Alternative Views #074: The CIA: On Company Business (1980) - Allan Francovich parla amb l’antic agent de la CIA John Stockwell sobre On Company Business s Alternative Views.
- Alternative Views #167: Making a Movie About the CIA (1982) - Allan Francovich par la sobre On Company Business a Alternative Views.